# Megan Wright
Megan Wright (Megan Elizabeth Wright, geb. Metcalfe; * 27. Januar 1982 in Edmonton) ist eine kanadische Langstreckenläuferin.
Bei den Crosslauf-Weltmeisterschaften belegte sie auf der Kurzstrecke 2005 in Saint-Galmier Rang 55 und 2006 in Fukuoka Rang 50. Beim Leichtathletik-Weltcup 2006 in Athen wurde sie Neunte über 3000 m.
2007 siegte sie bei den Panamerikanischen Spielen in Rio de Janeiro über 5000 m. 2008 wurde sie bei den Leichtathletik-Hallenweltmeisterschaften in Valencia Zwölfte über 3000 m und lief bei den Olympischen Spielen in Peking über 5000 m auf dem 15. Platz ein.
2010 wurde sie beim Leichtathletik-Continental-Cup in Split und bei den Commonwealth Games in Neu-Delhi jeweils Achte über 5000 m.

## Persönliche Bestzeiten
- 1500 m: 4:10,28 min, 5. Juli 2010, Burnaby
  - Halle: 4:13,4 min, 22. Januar 2011, New York City (Zwischenzeit)
- 1 Meile: 4:39,12 min, 16. Juni 2007, Cambridge
  - Halle: 4:31,91 min, 21. Januar 2006,	New York City
- 3000 m: 8:44,29 min, 29. August 2010, Rieti
  - Halle: 8:48,56 min, 7. März 2008, Valencia
- 5000 m: 15:11,23 min,	19. August 2008, Peking
  - Halle: 15:25,15 min, 11. Februar 2011, Boston
- 10.000 m: 32:40,40 min, 1. Mai 2011, Palo Alto